# Lasiodora sternalis
Lasiodora sternalis är en spindelart som först beskrevs av Cândido Firmino de Mello-Leitão 1923.  
Lasiodora sternalis ingår i släktet Lasiodora och familjen fågelspindlar. Inga underarter finns listade i Catalogue of Life.